# Pravenec
Pravenec (Hongaars: Kispróna, Duits: Kleinproben) is een Slowaakse gemeente in de regio Trenčín, en maakt deel uit van het district Prievidza.
Pravenec telt 1.256 inwoners.